# Killing Floor (videogioco)
Killing Floor è un videogioco FPS survival horror co-op, sviluppato e pubblicato da Tripwire Interactive. Il gioco è completamente tradotto in italiano, sia per i testi che per il doppiaggio.
Originariamente è stato pubblicato nel 2005 come mod di Unreal Tournament 2004, da Shatterline Productions. Il 14 maggio 2009 è stato pubblicato ufficialmente come gioco stand-alone, per PC Windows, e nel 2010, per macOS. Il gioco utilizza come motore grafico l'Unreal Engine 2.
Un seguito dal titolo Killing Floor 2 è stato pubblicato in versione digitale con accesso anticipato su Steam, il 21 aprile 2015.

## Trama
Il gioco è ambientato a Londra, dove innumerevoli creature simili a zombi hanno sterminato e divorato quasi tutta la popolazione. Il governo ha tempestivamente messo in quarantena la città, formando un cordone di sicurezza per impedire il dilagare delle creature, comunemente denominate Specimens, in italiano Esemplari.
Queste creature in realtà non sono degli zombi, ma dei cloni umani creati da una compagnia di biotecnologia, la Horzine Biotech, specializzata in ricerche sperimentali sulla manipolazione genetica e la clonazione di massa. La compagnia è stata finanziata e incaricata dal governo di gestire un programma militare segreto con lo scopo di creare armate di cloni a basso costo, da usare in guerra.
Però qualcosa è andato storto durante la sperimentazione, ed i cloni-umani hanno iniziato, inaspettatamente, a cambiare. I soggetti si sono completamente trasformati, subendo differenti e grottesche mutazioni che li hanno resi più forti ma anche più aggressivi.
Grazie alla loro nuova forza bruta i cloni, o esemplari, sono riusciti a prendere il sopravvento sul personale di sicurezza all'interno dei laboratori, e hanno massacrato gli scienziati del programma di ricerca. Purtroppo senza nessuno scienziato rimasto a disattivare i dispositivi di clonazione, la produzione di cloni è continuata senza sosta, arrivando a formare migliaia di queste creature. Una volta sfuggiti ai laboratori della Horzine, gli esemplari si sono riversati sulle strade e hanno incominciato a cibarsi della popolazione. Le forze di polizia hanno provato a respingerli, ma senza successo. I giocatori fanno parte di quei pochi sopravvissuti delle forze dell'ordine e soldati inviati a sterminare gli esemplari e a salvare i superstiti.

## Modalità di gioco
Killing Floor è uno sparatutto in prima persona che permette ai giocatori di muoversi in un ambiente 3d. Il videogioco è focalizzato sul multiplayer in cooperativa, tuttavia non esclude la possibilità di giocare in solitaria. Il giocatore può iniziare una partita entrando in una stanza, o in inglese lobby, creata da un altro giocatore. Una lobby è in grado di ospitare fino a 6 giocatori. Una volta selezionata la mappa e le impostazioni di gioco desiderate, la partita può avere inizio.
I giocatori partono con un equipaggiamento base, un coltello e una pistola 9 mm, e devono giocare di squadra per sconfiggere gli innumerevoli esemplari che gli si pareranno davanti. Il gioco mette a disposizione una chat testuale e una vocale per aiutare i giocatori a comunicare fra loro, ma esistono anche dei comandi preimpostati per chiedere aiuto o dirigere la strategia di gioco in modo veloce. Si possono selezionare 5 diversi tipi di difficoltà, da principiante a infernale, aumentando il numero di esemplari per ondata, la loro forza e la resistenza.
Il gioco offre ai giocatori due modalità di gioco principali.

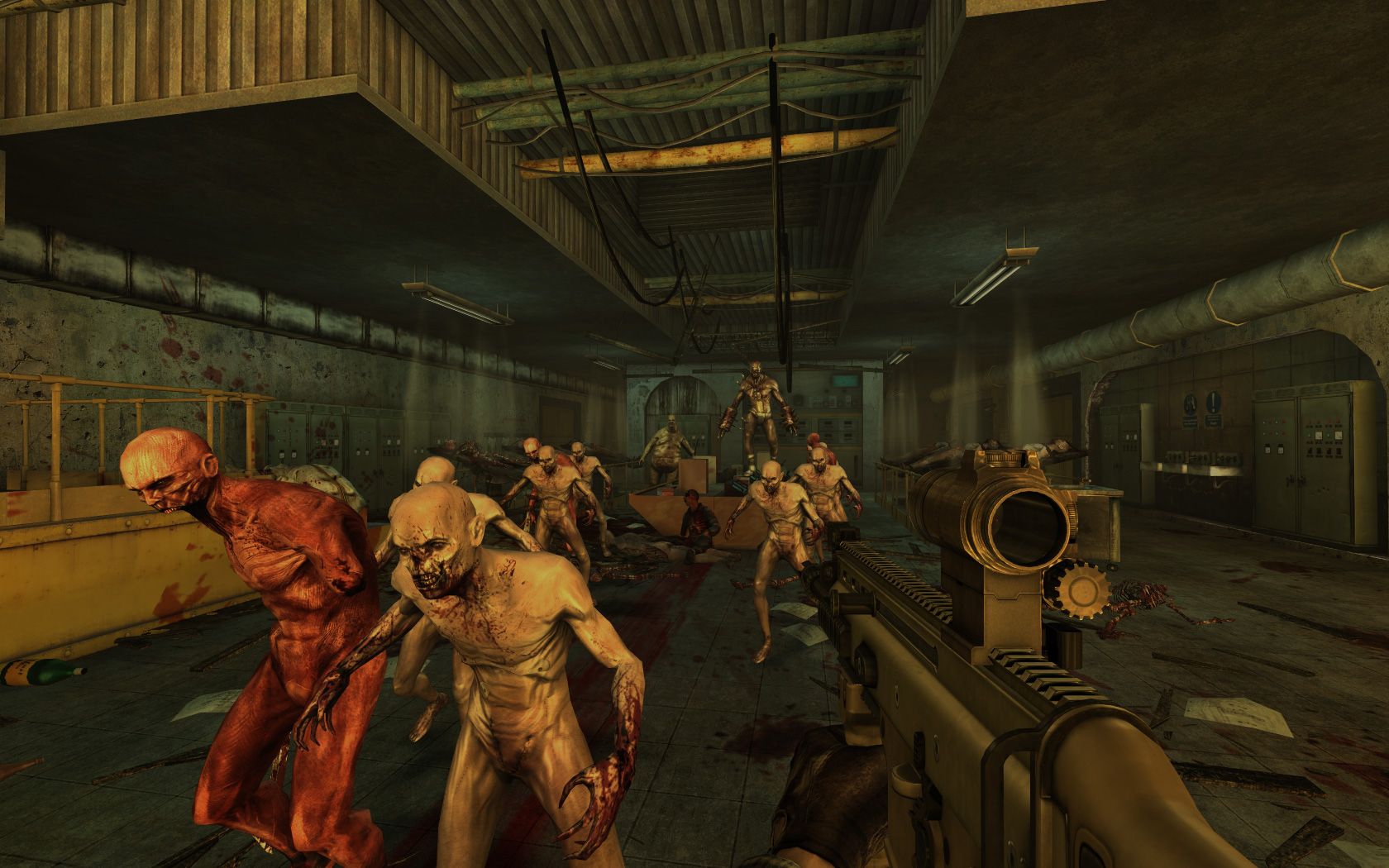
Un'ondata di esemplari.

- La modalità classica o "Killing Floor": consiste nell'uccidere tutti gli esemplari che spawnano in fasi, dette "ondate", cercando di sopravvivere fino all'ultimo esemplare ucciso. Tra un'ondata e l'altra i giocatori ottengono un momento di tregua, di pochi minuti, visualizzato su di un timer all'angolo dello schermo. In questo periodo di tempo possono decidere se acquistare al negozio, accessibile solo in questa fase di gioco, o cercare gli oggetti sparsi nella mappa. Al negozio, i giocatori possono acquistare e/o vendere armi, munizioni, l'armatura e addirittura cambiare perk. Una volta scaduto il tempo, il negozio si rende di nuovo inaccessibile e inizia una nuova ondata di esemplari da sterminare. Se uno o più giocatori muoiono durante un'ondata, resuscitano automaticamente nella fase successiva di acquisto al negozio. Nell'ultima ondata appare un boss, il Patriarca. Se i giocatori riescono a sconfiggere anche questo nemico, vincono la partita.
- La modalità obiettivo: al contrario della modalità classica, non c'è alternanza tra ondate e acquisto al negozio, ma una serie di obiettivi lineari da superare per passare a quelli successivi. Ogni obiettivo ha i suoi traguardi e premi; nel cercare di completarli i giocatori dovranno affrontare numerosi esemplari. Alla fine degli obiettivi si dovrà sconfiggere un boss, il Patriarca, in una battaglia finale.

### Perks
I giocatori possono selezionare 7 perks diversi. Ognuno equivale a un ruolo distinto.
Ogni perk possiede bonus propri ed è specializzato in una specifica tipologia d'arma. La scelta del perk dev'essere fatta prima dell'inizio della partita, ma può essere cambiata durante la fase di acquisto al negozio o nel menù profilo del giocatore a fine partita. Ogni perk progredisce partendo da livello 0 fino ad arrivare al 6. Per salire di livello bisogna completare determinati obiettivi, come uccidere un elevato numero di un tipo di esemplare o saldare una certa percentuale di porte. L'obiettivo dipende dal perk selezionato.
- Medico da campo: è specializzato nel curare gli altri giocatori utilizzando le siringhe o la funzione secondaria della mitraglietta MP7M. Inoltre ottiene un bonus di resistenza ai danni contro i nemici di tipo Bloat, un bonus velocità di movimento; le sue granate rilasciano un gas verde curativo per i giocatori ma nocivo per gli esemplari. Sale di livello dopo aver curato, di un certo ammontare, i giocatori.
- Specialista supporto: è specializzato nell'uso di fucili a medio/corto raggio. Il suo ruolo principale è quello di barricare le porte in modo da dividere gli esemplari che potranno attaccare solo da un lato. Sale di livello dopo aver saldato una certa percentuale di porte e inflitto un certo ammontare di danni con le sue armi favorite.
- Tiratore scelto: è specializzato nell'uso di armi con alta precisione come il revolver, il fucile M99 e la balestra. Il suo compito principale è quello di uccidere più nemici possibile, principalmente sparando loro in testa. Sale di livello, infatti, dopo aver totalizzato un numero di colpi in testa con le sue armi favorite.
- Commando: è specializzato nell'uso di mitragliatrici a medio raggio. Sale di livello uccidendo un ammontare di nemici di tipo Stalkers e infliggendo danni con le sue armi favorite. È l'unico perk ad ottenere la capacità di vedere i nemici di tipo Stalkers a distanza, nonostante, il camuffamento.
- Berserker: è specializzato nell'uso di armi da mischia come coltelli, asce e motosega. Ad alti livelli inizia il gioco con una Katana, una delle armi da mischia più forti del gioco. Con una DLC può acquistare la sua unica arma a distanza, una balestra capace di sparare delle lame rotanti. Ottiene dei bonus alla resistenza ai danni e un bonus alla velocità di movimento. Sale di livello infliggendo un certo ammontare di danni con le sue armi favorite.
- Piromane: è specializzato nell'uso del lanciafiamme e di tutte le armi che usano proiettili incendiari. Sale di livello infliggendo un certo ammontare di danni con le sue armi favorite.
- Demolizioni: è specializzato nell'uso di esplosivi. La sua arma principale è il lanciagranate ed è l'unico perk in gioco in grado di trasportare più mine contemporaneamente. Il suo compito è quello di infliggere gravi danni a nemici di grosso calibro, come il Patriarca.

### Nemici
Gli Esemplari sono di vario tipo, ognuno con caratteristiche diverse; alcuni sono vulnerabili a una particolare tipologia d'arma.
- Clot: è l'esemplare più lento e debole in Killing Floor. Tuttavia si presenta in elevato numero in ogni ondata, spesso accompagnato da Bloat e Gorefast. Ha un aspetto più umano rispetto agli altri esemplari, una pelle pallida, privo di genitali e un corpo pieno di ferite. Pur essendo debole, il Clot può afferrare e immobilizzare il giocatore rendendolo vulnerabile. L'unico modo per liberarsi è ucciderlo o saltare verso la direzione opposta alla sua. Capita spesso che i giocatori siano circondati e sopraffatti dai Clot, una situazione facilitata dal loro grande numero. Nel gioco esiste un mutatore chiamato "Ammazza Clot" che rende Clot tutti i nemici.
- Gorefast: è un esemplare che possiede una velocità moderata, ma quando si trova abbastanza vicino al suo bersaglio, corre velocemente verso di lui. Ha una lama attaccata al braccio destro che usa per attaccare e infliggere danni elevati. I Gorefast hanno una carnagione color rosso scuro, la mascella mancante, i genitali rimossi e il braccio sinistro amputato sino al gomito. Nel gioco esiste un mutatore chiamato "Gored Fast" che rende Gorefast tutti i nemici.
- Bloat: è forse l'esemplare più grottesco del gioco; ha un corpo massiccio rigonfio di bile giallastra che sputa sui giocatori. La sua stazza gli impedisce di muoversi velocemente, rendendolo l'esemplare più lento del gioco. Se lo si uccide, esplode, rilasciando tutta la bile gialla contenuta nel suo corpo; ciò lo rende pericoloso per i giocatori con armi ravvicinate o il perk berserker. Il modo più facile per ucciderlo è sparargli in testa, impedendogli così di esplodere, e aspettare che il resto del corpo muoia dopo una manciata di secondi. Nel gioco esiste un mutatore chiamato "Bloat-ed" che rende Bloat tutti i nemici.
- Stalker: è uno dei due esemplari femmina che si trovano nel gioco(l'altra è Siren). È veloce ma debole; usa un'abilità di camuffamento che la rende quasi invisibile a distanza. Una volta avvicinata al bersaglio sferra un attacco con i suoi artigli infliggendo danni elevati. Ha la carnagione pallida come i Clot, i capelli che le pendono da un lato mentre l'altro è rasato e indossa solo qualche benda nelle articolazioni. È vulnerabile alle mitragliatrici.
- Crawler: è l'esemplare più fastidioso del gioco. È molto veloce, si arrampica sulle pareti e si muove in gruppi, di 2 o 4, con movimenti simili a quelli dei ragni. Una volta avvicinato al bersaglio gli salta addosso ripetutamente infliggendo danni contenuti ma rendendosi difficile da colpire. D'altra parte è poco resistente quasi quanto il Clot, e bastano pochi colpi per ucciderlo. Capito spesso che i giocatori vengono colti impreparati da questa creatura, in quanto può sbucare alle spalle passando da finestre o fessure di vario genere.
- Scrake: è un possente esemplare molto resistente. Utilizza come arma una motosega che usa per infliggere danni elevati in mischia ai giocatori. Normalmente camminerà, ma dopo aver subito molti danni caricherà il giocatore più vicino ad alta velocità, causando moltissimi danni in pochi secondi se non fermato in tempo. Ha indosso un camice medico, ricoperta di sangue, e sul volto indossa una mascherina.
- Husk: è simile di stazza allo Scrake ma, invece di usare come arma una motosega, usa una specie di cannone che spara proiettili infuocati dal suo braccio destro. Indossa una maschera anti-gas e la sua pelle è ricoperta da diverse bruciature ed alcune protuberanze metalliche.
- Siren: è uno dei due esemplari femmina che si trovano nel gioco (l'altra è Stalker). Ha l'aspetto di una donna con addosso una serie di cinghie di pelle che immobilizzano i suoi arti superiori al corpo, come a una camicia di forza. È uno dei pochi esemplari ad usare un attacco a distanza. Per attaccare usa le sue urla, che oltre a danneggiare i giocatori ignorano completamente ostacoli come muri, o l'armatura. Inoltre il suono provoca degli sfarfallii allo schermo, che disorientano i giocatori.

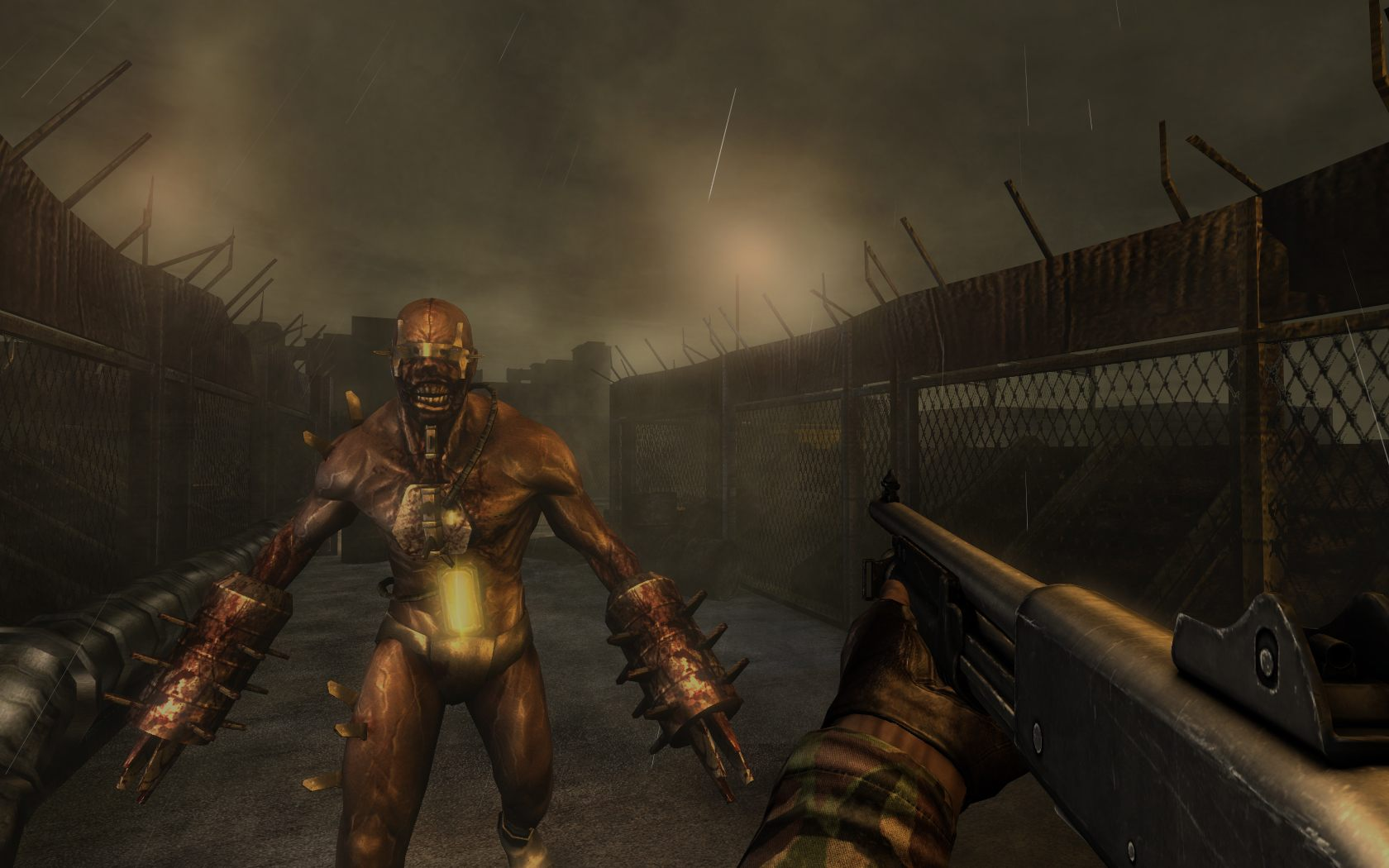
Uno dei più terrificanti esemplari del gioco. il Fleshpound.

- Fleshpound: è l'esemplare più forte e resistente che si possa trovare, a parte il boss. Ha l'aspetto di un umanoide molto muscoloso, usa guanti spinati per attaccare le sue vittime. Ha un grosso dispositivo luminoso sul torso, ed altri più piccoli sulla schiena, che cambiano di colore in base al suo umore. Quando sono di colore ambra è calmo e si avvicina lentamente ai giocatori. Quando l'esemplare ha ricevuto diversi colpi in un certo periodo di tempo, o anche semplicemente muovendosi per diversi secondi, il ha colore passa da ambra a rosso, indicando che il Fleshpound è entrato in "Rage Mode". Una volta in questa modalità, il Fleshpound carica il giocatore che l'ha danneggiato di più, infliggendo gravissimi danni ravvicinati, lasciando quasi sempre il giocatore morto o in condizioni critiche.
- Patriarca: è il boss del gioco che si trova alla fine di ogni partita. È l'esemplare più potente e resistente, nonché, quello equipaggiato meglio. Nel suo arsenale ha una minigun, un lanciarazzi, un dispositivo di occultamento e 3 siringhe mediche per curarsi. La sua tattica consiste nell'attaccare con la sua minigun e il lanciarazzi o caricare uno dei giocatori mentre è occultato. Dopo aver subito un certo ammontare di danni rimane stordito e usa una delle sue siringhe mediche. A quel punto si allontana, momentaneamente, usando il suo dispositivo di occultamento per poi ritornare ad attaccare. Il Patriarca appare come un umanoide molto alto, con capelli lunghi e diversi tentacoli che fuoriescono dal suo torso. Quando carica usa i tentacoli per danneggiare il giocatore infliggendo danni paragonabili al Fleshpound in "Rage mode".